# Croke Park
Croke Park (irski: Páirc an Chrócaigh) je stadion u Dublinu. Vlasnik stadiona je Galski atletski savez. Stadion je domaćin mnogih događanja kao što su ragbi utakmice, koncerti te razne sportske manifestacije.  U lipnju 2012., stadion je korišten za završnu svečanost povodom 50. Međunarodnog euharistijskog kongresa na kojem je papa Benedikt XVI služio misu pred oko 80.000 ljudi. Na stadionu su nastupile brojne svjetske glazbene zvijezde poput Tine Turner, U2, Celine Dion, Robbie Williamsa, Red Hot Chili Peppersa i brojnih drugih. Na području današnjeg stadiona su se još 1884. godine odigravala sportska natjecanja, stadion je otvoren 1913. godine, a značajno renoviranje bilo je 2004. godine.
Nakon obnavljanja tokom 1990. godine, Croke Park ima kapacitet od 82.300 sjedala,  što ga čini četvrti najvećim stadionom u Europi, a najveći je stadion koji se prvenstveno ne koristi za nogomet.

## Vanjske poveznice
- Croke Park službena stranica